# Birdwood Barracks

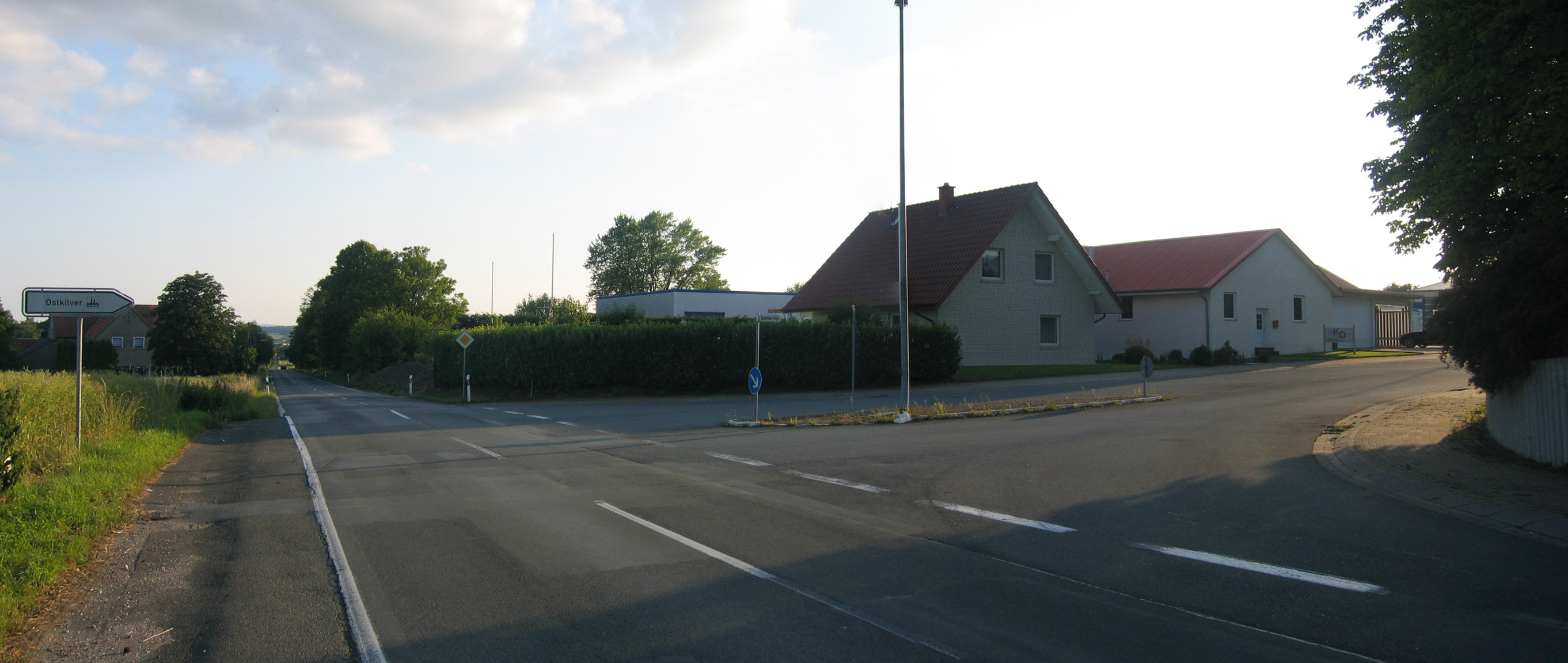
Einfahrt in das Gewerbegebiet Ostkilver, ehemals die Einfahrt der Kaserne

Die Birdwood Barracks waren bis 1993 eine Kaserne der britischen Rheinarmee im ostwestfälischen Rödinghausen-Ostkilver.

## Geschichte
Nach Ende des Zweiten Weltkriegs war Ostwestfalen-Lippe ein bedeutender Stationierungsraum für die Truppenteile der britischen Rheinarmee. In unmittelbarer Nähe zu Rödinghausen lagen unter anderem die Garnisonen der 1. britischen Panzerdivision (Hauptquartier in Herford) und der 2. britischen Panzerdivision (Hauptquartier in Lübbecke). Rödinghausen lag daher günstig als Standort einer Kaserne für Logistik- und Führungsunterstützungstruppen, obwohl Rödinghausen bisher keinerlei militärische Infrastruktur aufweisen konnte, die von der untergegangenen Wehrmacht übernommen werden konnte. Bis 1952 wurden daher die Birdwood Barracks auf einem 27 Hektar großen Gelände nahe der Bahnstrecke Löhne–Rheine völlig neu errichtet. Viele der Soldaten wohnten aber auch im nahen Bünde, pikanterweise meist in unmittelbarer Nähe des Standorts der sowjetischen Militärverbindungsmission (SMM) in der britischen Zone. Rund um die Birdwood Barracks wurde daher auch immer mit sowjetische Spionagetätigkeit gerechnet. Ein 1953 geplanter Militärflugplatz wurde nicht gebaut, ebenso eine geplante Erweiterung 1956 und ein geplanter Schießstand im Jahre 1984. Letzterer Plan wurde unter anderem während einer von TV-Medienpräsenz begleiteten Demonstration auf dem Heerhof in Rödinghausen kritisiert, da Rödinghauser Bürger unter anderem ihren Status als Kurort gefährdet sahen. Bis zuletzt verfügte die Kaserne auch über keinen Standortübungsplatz. Übungen wurden während des Kalten Krieges daher meist freilaufend abgehalten. Als geeigneter Platz für die Errichtung mobiler Feldfunkeinrichtungen wurde das nahe Wiehengebirge und der Nonnenstein einbezogen. Die Gebäude selbst hatten den Charakter flacher, barackenähnlicher Unterkünfte. Die Kaserne verfügte außerdem über einen Sportplatz und eine kleine Garnisonskirche. 
Nach Ende des Kalten Krieges wurden die alliierten Truppen in Ostwestfalen deutlich reduziert und regruppiert. Die Birdwood Barracks wurden daher aufgegeben. Die Kaserne wurde der Bundesrepublik Deutschland am 17. Dezember 1993 übergeben. Damit endete die Geschichte Rödinghausens als Garnisonsort. Mitte 1995 wurde das Gelände der ehemaligen Kaserne der Gemeinde Rödinghausen veräußert. 

### Heutige Nutzung

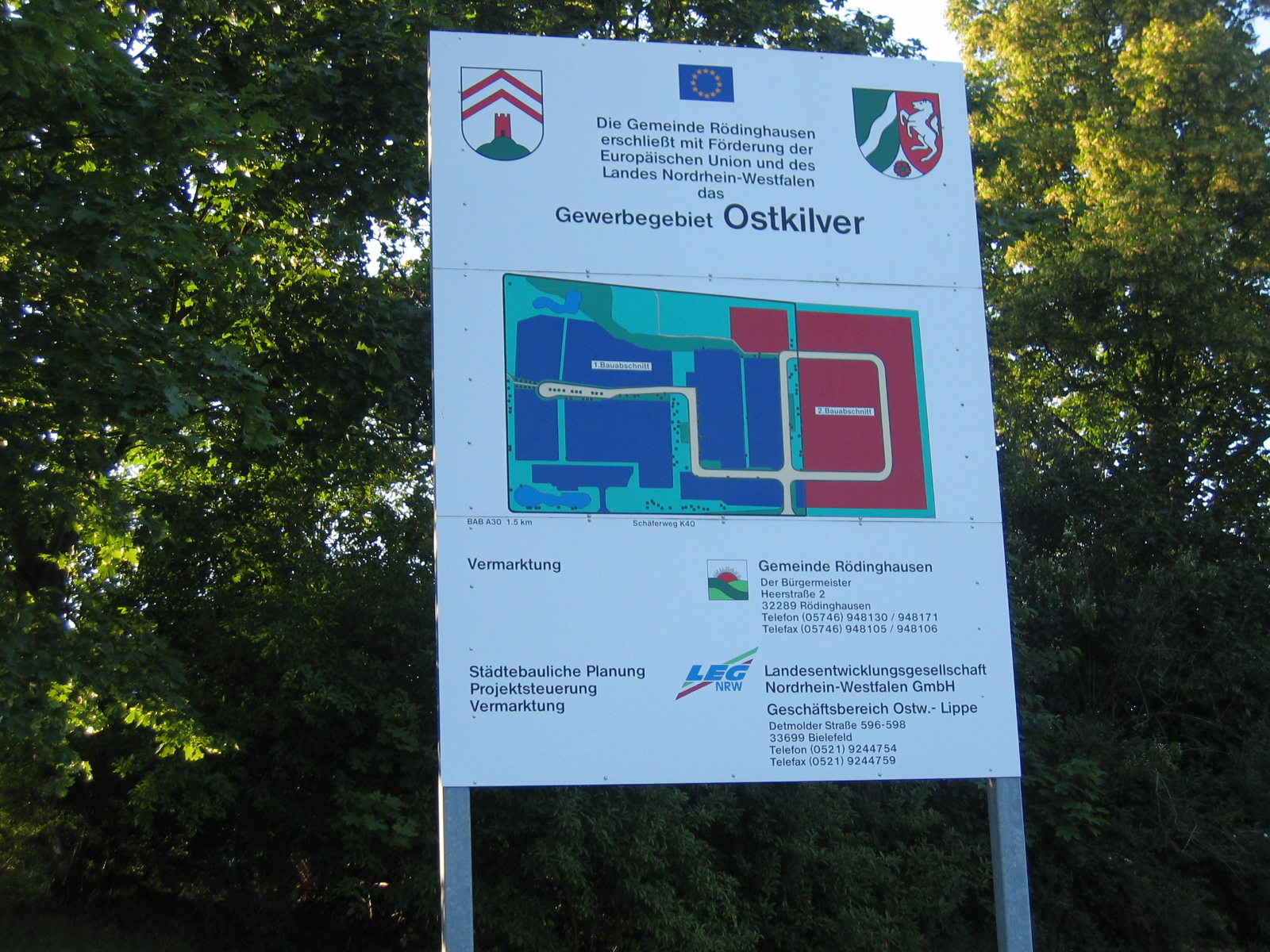
Plan des heutigen Industriegebietes

Nach 1993 wurden die Gebäude der Kaserne vollständig abgetragen und die Altlasten auf dem rund 27 Hektar großen Gelände entsorgt. Die Gemeinde Rödinghausen entwickelte das Gebiet zu einem Gewerbe- und Industriegebiet. Dazu wurde die Infrastruktur (Straßen, Abwassersysteme usw.) völlig neu angelegt oder die noch vorhandene Struktur saniert. Mittlerweile haben sich auf dem ehemaligen Kasernengelände mittlere und kleinere Unternehmen angesiedelt. Das größte davon ist die Hellmann Fleisch KG, die hier ein Logistikzentrum betreibt.

## Stationierte Einheiten
Zu den in Ostkilver stationierten Einheiten gehörten:
- 2nd Division Signals Regiment: Fernmelderegiment der 2. britischen Panzerdivision
- 2nd Divisional Transport Column RASC: Transporteinheit der 2. britischen Panzerdivision, RASC (Royal Army Service Corps, Nachschubtruppe)
- 1st Armoured Division Transport Regiment RCT: Transportregiment der 1. britischen Panzerdivision, RCT (Royal Corps of Transport), ab 1984 aus der Münsteraner Dennis Barracks nach Rödinghausen verlegt.

Zeitweilig waren in der Kaserne auch Heeresfliegereinheiten mit Skeeter-Helikoptern stationiert.